# Lembevere (Elva)
Lembevere est une localité de la commune d'Elva, en Estonie.
Au 31 décembre 2011, il compte 46 habitants.